# Вестеремден
Вестеремден (нід. Westeremden) — село в нідерландській провінції Гронінген. Входить до складу муніципалітету Емсделта. Його населення станом на 2021 рік складало 350 осіб.